# Pudsey

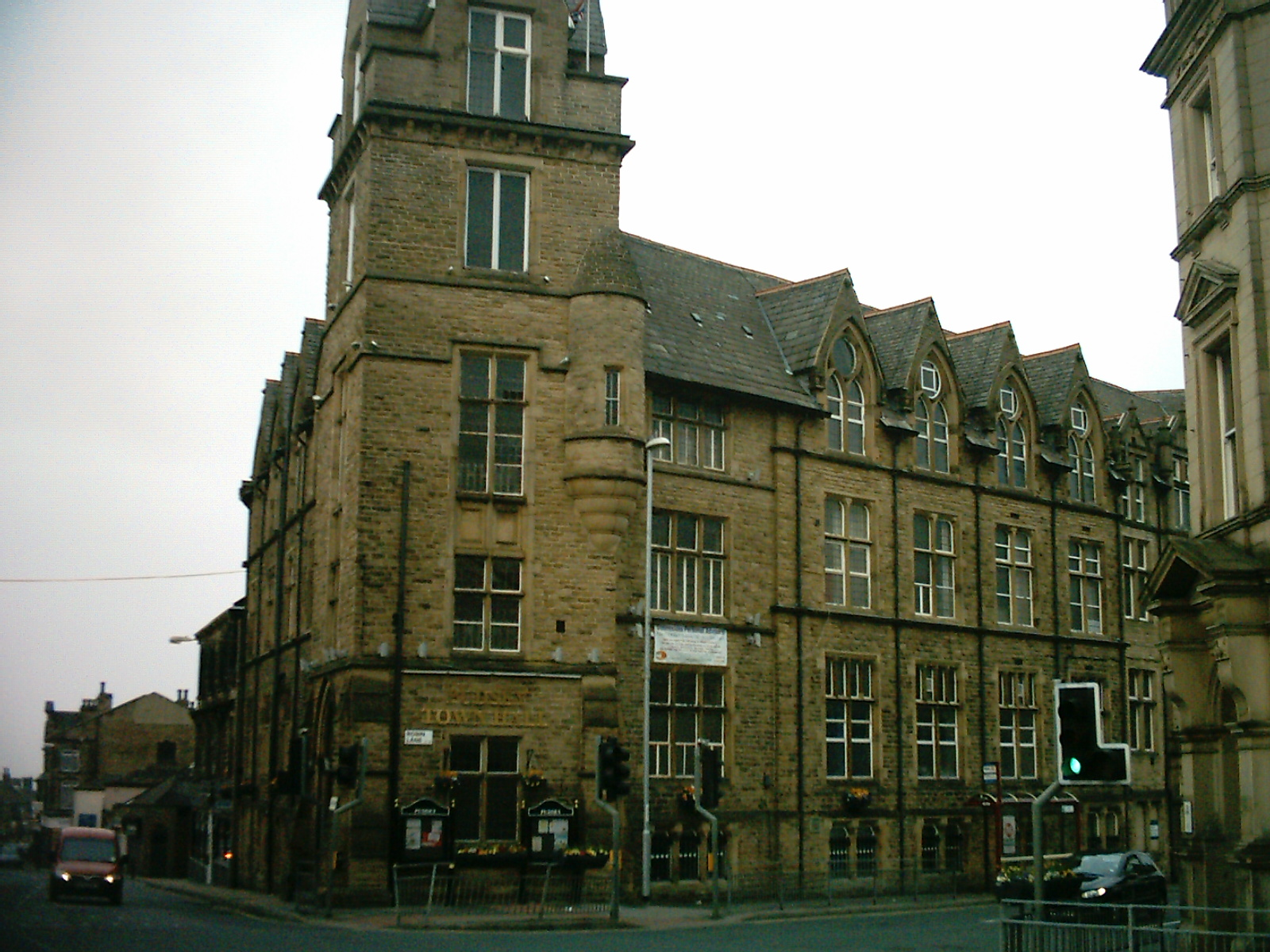
Ayuntamiento Pudsey.

Pudsey es una ciudad comercial de Leeds en el área de West Yorkshire, Inglaterra. 
Fue una ciudad independiente que se incorporó al Distrito Metropolitano de Leeds en 1974, y se encuentra a medio camino entre Bradford y Leeds los centros de la ciudad. Tiene una población de 32.391 habitantes.
Pudsey está constituúida por las poblaciones de Fartown, Troydale, Littlemoor, Lowtown, Uppermoor y Chapeltown. También tiene el pueblo de Fulneck, El distrito de Stanningley y parte del distrito de Tyersal.
Pudsey ha dado su nombre a "Pudsey Bear", La mascota del maratón anual de la BBC maratón para la recaudación de fondos en favor de los niños necesitados. Asimismo, presta su nombre a la circunscripción parlamentaria local de Pudsey, de la que forma parte.
El nombre de Pudsey aparece en el Domesday Book de 1086 como "Podechesaie" y "Podechesai", y en el siglo VI Pudsey parece haber sido el centro del reino de Elmet, que mantuvo su independencia durante más de 200 años después de que otros reinos más pequeños habían sido dominados por los anglos.
La ciudad fue famosa en los siglos XVIII y XIX por su producción de tejidos de lana. 